# Линдстедт, Лаура
Лаура Линдстедт (фин. Laura Lindstedt; род. 1 мая 1976, Каяани, Финляндия) — финская писательница и литературовед, лауреат самой престижной литературной премии «Финляндия — 2015» за роман Oneiron. В 2016 году роман также был номинирован на премию Рунеберга. 

## Биография
Получила среднее образование в городе Каяани, сдав в 1995 году экзамены для поступления в университет. В 2002 году окончила Хельсинкский университет со степенью магистра философских наук, специализируясь на искусствоведении и сравнительном литературоведении.
Первый роман писательницы Sakset («Ножницы») в 2007 году был номинирован на премию «Финляндия» и литературную премию газеты Helsingin Sanomat. 